# Maurice Lehmann
Pour les articles homonymes, voir Lehmann.
Maurice Lehmann, né le 14 mai 1895 à Paris 18e, ville où il est mort dans le 16e arrondissement le 17 mai 1974, est un acteur, metteur en scène et producteur français.
Il est un des principaux directeurs de théâtres parisiens du XXe siècle. Il est promu commandeur dans l'ordre de la Légion d'honneur en 1970.

## Biographie
Il entre comme pensionnaire à la Comédie-Française de 1916 à 1919. Il dirige ensuite les théâtres de la Porte-Saint-Martin, de l'Ambigu, de la Renaissance, Mogador, Édouard VII et l'Empire. 

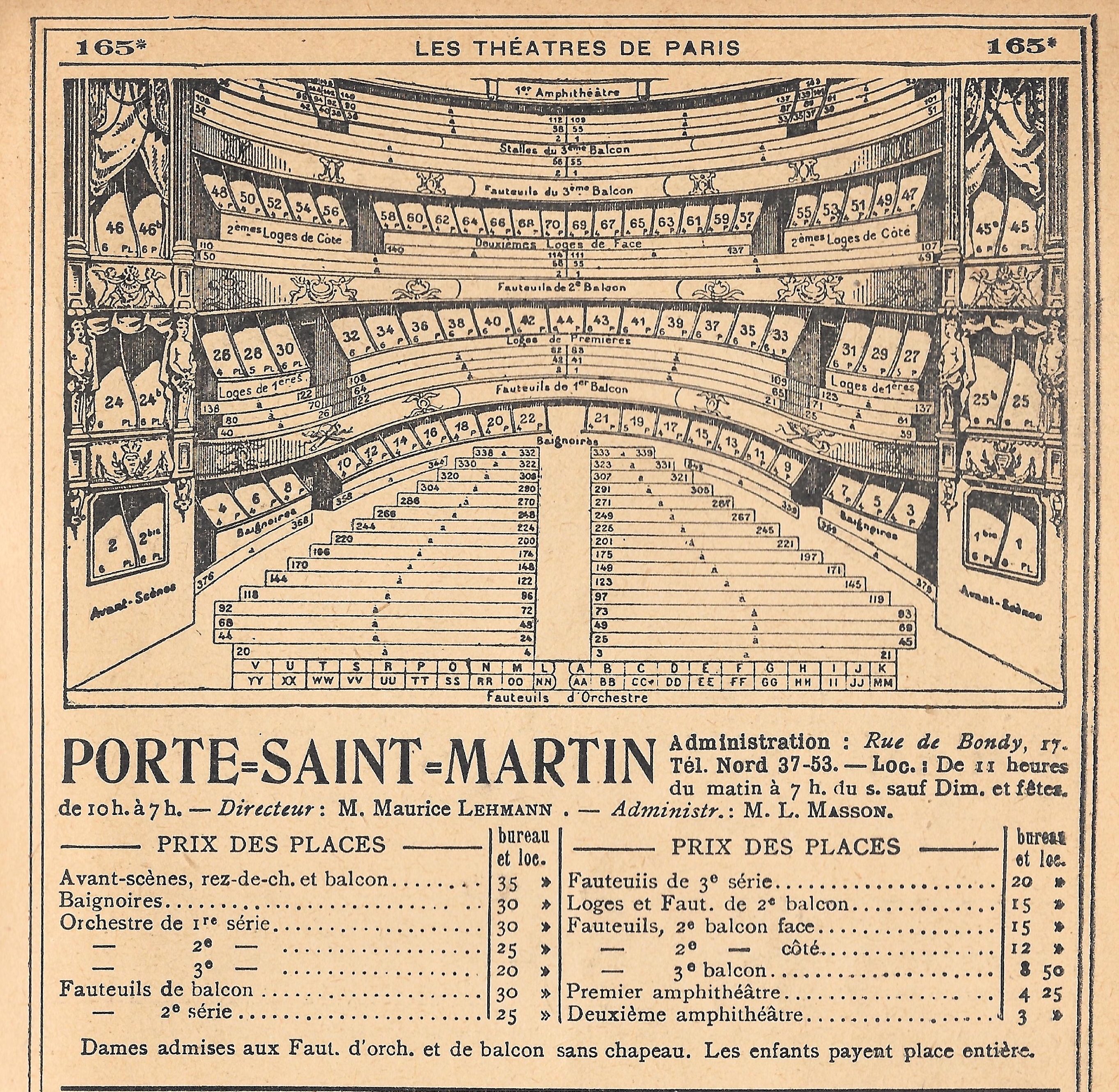
Plan de 1925, prix des places et administration. Directeur : M. Maurice Lehmann.

De 1929 à 1965, il dirige le théâtre du Châtelet et propose dans des mises en scène fastueuses des comédies musicales et des opérettes à grand spectacle qui remportent un énorme succès : Nina Rosa de Sigmund Romberg avec André Baugé, L'Auberge du Cheval-Blanc en 1948, Le Chanteur de Mexico de Francis Lopez avec Luis Mariano qui fait mille représentations à partir de 1951, Méditerranée de Francis Lopez avec Tino Rossi, Monsieur Carnaval de Charles Aznavour avec Georges Guétary en 1965.
Le 30 avril 1945, il succède à Jacques Rouché comme administrateur de la Réunion des théâtres lyriques nationaux. Il en est évincé le 15 mai 1946. Il redevient administrateur le 1er octobre 1951 et quitte définitivement la RTLN le 30 septembre 1955. 
Il fonde sa société de production cinématographique dans les années 1930, Les Productions Maurice Lehmann, avec laquelle il produit ou coproduit plusieurs films, principalement de théâtre filmé (dont certains qu'il réalise lui-même). Il fut également président du jury du Festival de Cannes 1956 et membre du jury en 1957 et 1966.
Il est inhumé au cimetière du Père-Lachaise (90e division).

## Distinctions
- Commandeur de la Légion d'honneur (1970).

## Théâtre

### Adaptation
- 1938 : Balalaïka de Bernard Grun et George Posford, adaptation française Maurice Lehmann, Théâtre Mogador

### Comédien
- 1918 : Couleur du temps de Guillaume Apollinaire, mise en scène Édouard Autant et Louise Lara, Théâtre Maubel
- 1920 : Les Conquérants de Charles Méré, Théâtre de l'Ambigu
- 1920 : Le Courrier de Lyon d'Émile Moreau, Paul Siraudin et Alfred Delacour, Théâtre de la Porte-Saint-Martin
- 1925 : Les Derniers Fâcheux de Georges-Gustave Toudouze, Théâtre de l'Odéon
- 1925 : Le Rosaire d'André Bisson, Théâtre de l'Odéon
- 1926 : Le Dernier Empereur de Jean-Richard Bloch, mise en scène Armand Bour, Théâtre de l'Odéon

### Metteur en scène
- 1934 : Fragonard comédie musicale en 3 actes et 4 tableaux, livret André Rivoire et Romain Coolus, musique Gabriel Pierné, Théâtre de la Porte-Saint-Martin
- 1936 : Napoléon unique de Paul Raynal, Théâtre de la Porte-Saint-Martin
- 1945 : L'Aiglon de Edmond Rostand, Théâtre du Châtelet
- 1950 : La Revue de l'Empire d'André Roussin, Ded Rysel et Albert Willemetz, musique Paul Bonneau, Maurice Yvain, Francis Lopez, Henri Bourtayre, mise en scène avec Léon Deutsch, Théâtre de l'Empire
- 1950 : Pour Don Carlos, musique Francis Lopez, livret André Mouëzy-Éon, chansons Raymond Vincy d'après Pierre Benoit, Théâtre du Châtelet
- 1951 : Le Chanteur de Mexico, musique de Francis Lopez, livret de Félix Gandéra et Raymond Vincy, paroles de Raymond Vincy et Henri Wernert, Théâtre du Châtelet
- 1954 : La Flûte enchantée de Mozart, Théâtre national de l'Opéra
- 1955 : Méditerranée, musique Francis Lopez, livret Raymond Vincy, Théâtre du Châtelet
- 1957-1958 : Maria Flora, livret et paroles de Raymond Vincy, musique d'Henri Betti, Théâtre du Châtelet
- 1960 : L'Auberge du Cheval-Blanc de Ralph Benatzky, Théâtre du Châtelet
- 1961 : La Polka des lampions, livret Marcel Achard, musique Gérard Calvi, Théâtre du Châtelet
- 1965 : Monsieur Carnaval livret de Frédéric Dard, musique Charles Aznavour et Mario Bua, Théâtre du Châtelet
- 1969 : La Périchole de Jacques Offenbach, Théâtre de Paris
- 1972 : Barbe-Bleue opéra-bouffe de Jacques Offenbach, livret Henri Meilhac et Ludovic Halévy, Théâtre de Paris
- 1974 : Valses de Vienne, musique Johann Strauss I et Johann Strauss II, Théâtre du Châtelet

## Filmographie

### Comme producteur
- 1935 : Le Roman d'un jeune homme pauvre de Abel Gance
- 1935 : Pasteur de Sacha Guitry et Fernand Rivers
- 1935 : Bonne chance ! de Sacha Guitry et Fernand Rivers
- 1953 : La Dame aux camélias de Raymond Bernard

### Comme réalisateur
- 1937 : L'Affaire du courrier de Lyon, coréalisé avec Claude Autant-Lara, avec Pierre Blanchar et Dita Parlo
- 1938 : Le Ruisseau, coréalisé avec Claude Autant-Lara, avec Françoise Rosay, Michel Simon et Gaby Sylvia
- 1939 : Fric-Frac, coréalisé avec Claude Autant-Lara (non crédité), avec Fernandel, Arletty et Michel Simon
- 1948 : Une jeune fille savait avec André Luguet, François Périer et Dany Robin